# Пеледыш пайрем

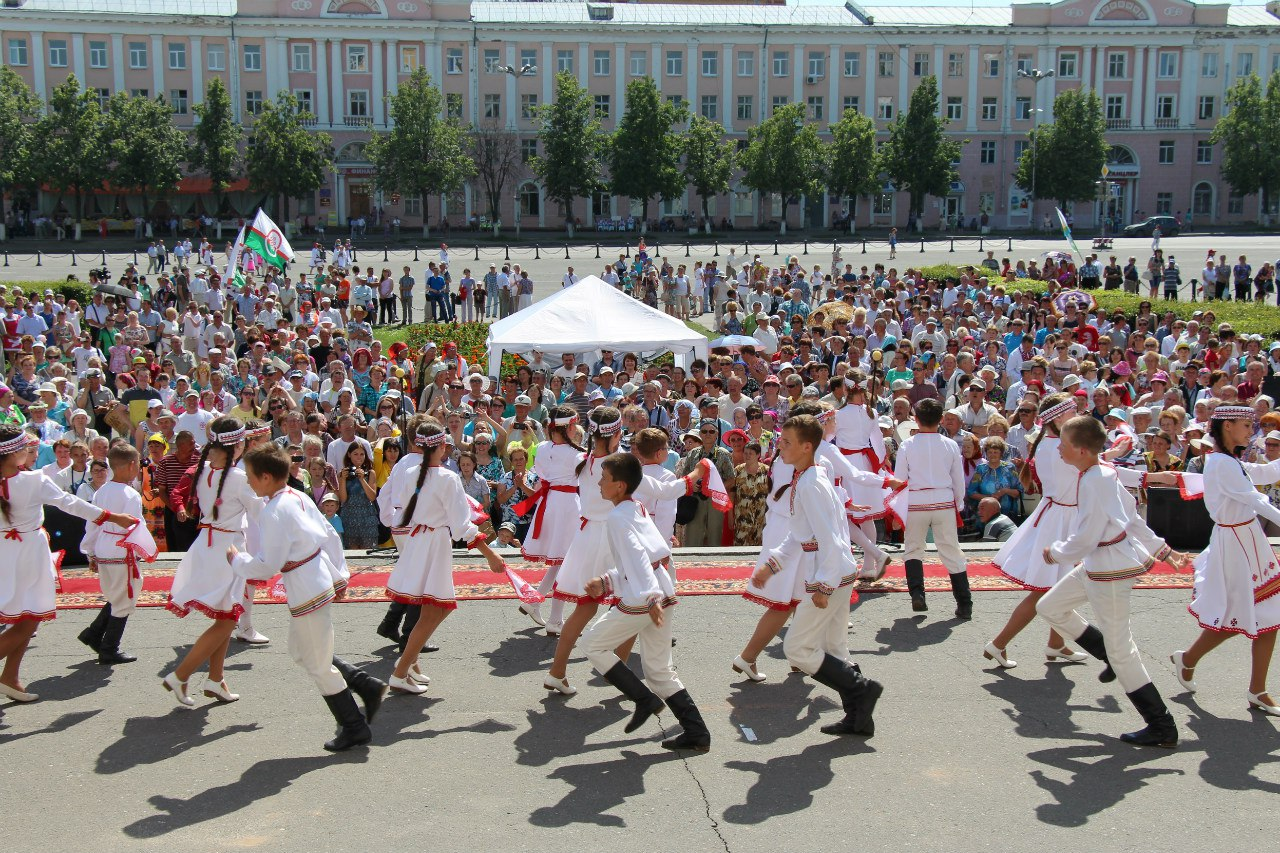

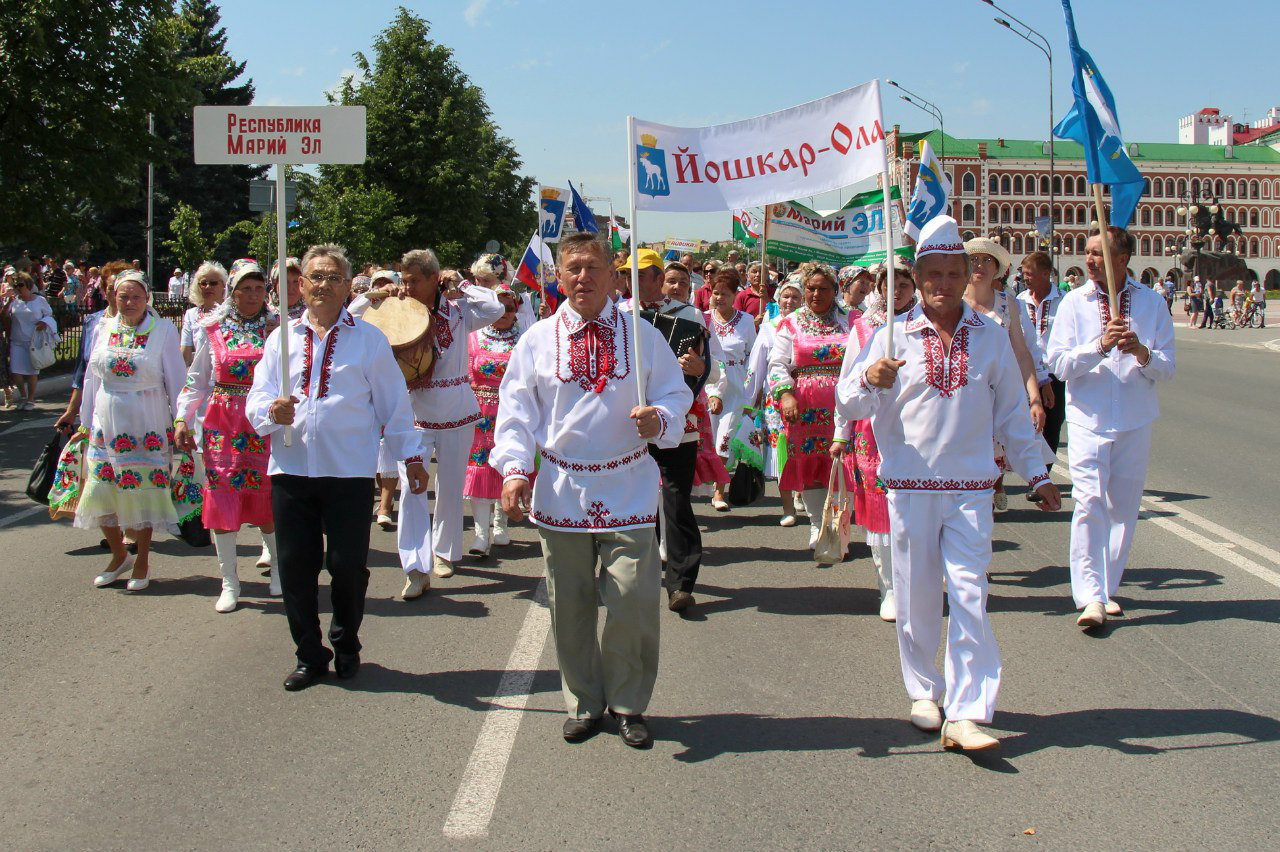

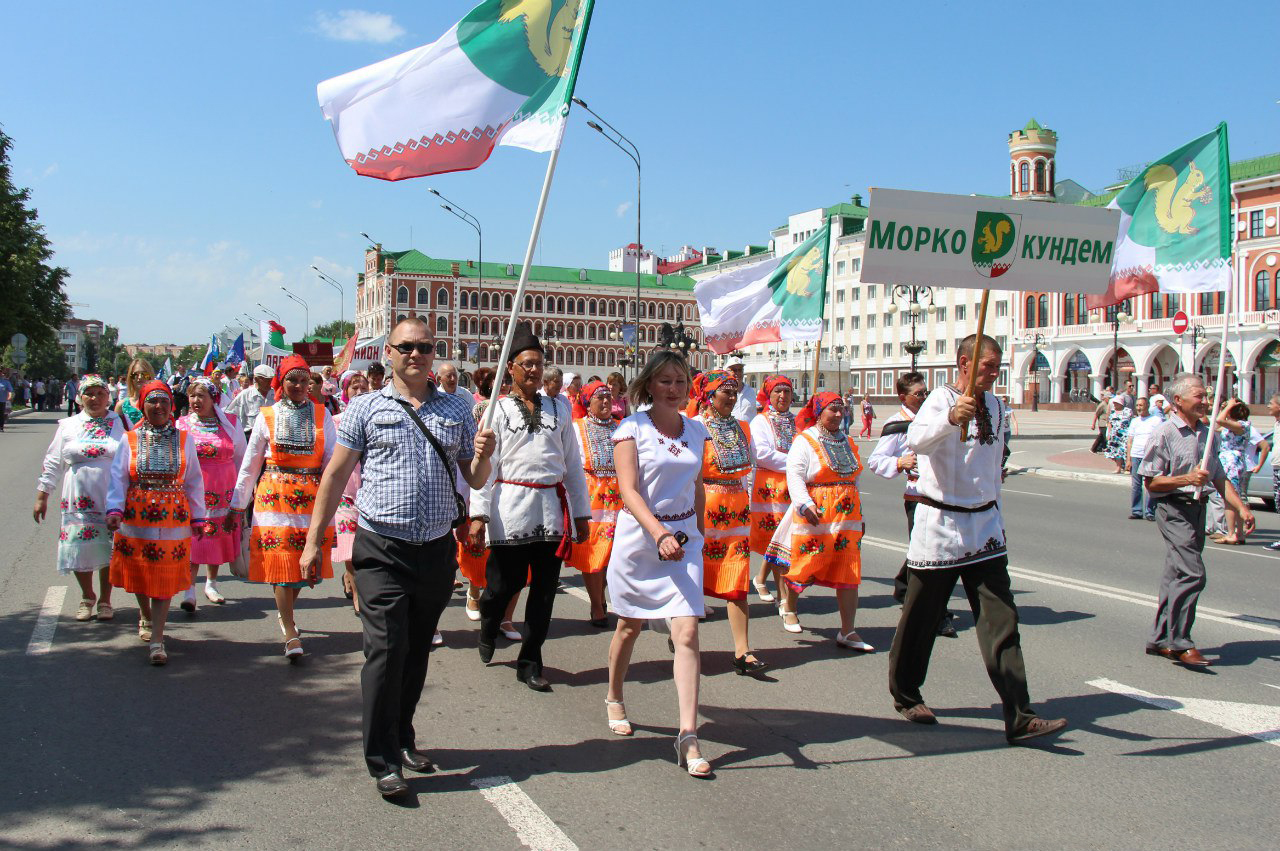

Пеле́дыш пайре́м (мар.  «праздник цветов»; в советские годы — Йошка́р пеледыш пайрем, мар.  «праздник красного цветка») — национальный праздник в республике Марий Эл. Изначально созданный как советский праздник на замену традиционным религиозным, сегодня символизирует весенне-летнее возрождение природы и служит воспитанию патриотизма к «малой родине». В настоящее время празднуется в третью субботу июня.

## История
Впервые празднование было проведено 27 мая 1920 года в селе Сернур. Рекомендация о проведении было принято на состоявшемся в Малмыже в марте 1920 года II губернском съезде национальностей Вятской губернии. Целью создания праздника было «чтобы народ мари поверил в свою звезду, возродился новой луной, засиял солнцем». Местная газета «Марий илыш» («Марийская жизнь») писала, что рекомендация сопровождалась наказом:
Если вам дорого будущее вашего народа; белая, как снег, ваша одежда; быстрый, как молния, ваш ум; яркие, как звезды, ваши глаза; сила Онара в теле вашем; гибкий, как воск, ваш язык; прекрасные, как щебетанье птиц, песни ваши; неявная, как крылья бабочки, ваша душа; если вы хотите, чтобы народ мари воспрянул, как звезда; поднялся, как месяц; засиял, как солнце, проведите в Сернуре Пеледыш пайрем.
Инициатором и организатором первого празднования был марийский драматург А. Ф. Конаков; оно проводилось силами Сернурских педагогических курсов, на которых Конаков по совместительству преподавал. Дата была выбрана так, чтобы заместить традиционный религиозный праздник Семик (марийск. «Семык»), и привить новый советский праздник. «Марий илыш» потом писала, что на торжестве присутствовали не только местные, но и жители отдалённых деревень. Сперва прошло шествие, затем митинг и спортивные игры, вечером собравшимся показали спектакль по пьесе И. Ф. Токмурзина «Эртыше», поэтические чтения и концерт. В день 27 мая в Сенуре был зажжён факел, который впоследствии пронесли по окрестным сёлам и деревням.
11 мая 1923 году Марийский облисполком принимает решение объявить Йошкар пеледыш пайрем народным революционным днём трудящихся Марийской автономной области, а датой празднования был установлен главный день народного календарного праздника Семык — четверг. Соответственно 24 мая 1923 года в столице Марийской АО Краснококшайск (Йошкар-Ола) прошли празднества. Среди организаторов были известные марийские деятели культуры, в том числе С. Чавайн, М. Шкетан, И. Шабдар, И. Палантай, В. Мухин, Т. Ефремов и актёры Марийского передвижного театра.
Особенно тщательно в первые годы праздник готовился в 1925 году — в тот раз он проводился в одной из «священных рощ» — месте языческих молений. В отношении того празднования марийский исследователь В. Соловьёв в 1966 году сообщал, что участники первого пеледыш пайрема помнят празднование «во всех подробностях», а также считал, что 27 мая 1920 года стал первым днём, когда марийская культура демонстрировалась «выйдя из отсталости и темноты».
Праздник сыграл значительную роль в просвещении марийцев.
В 1930-е годы праздник был запрещён. И только 28 апреля 1965 года по инициативе В. С. Губина Бюро Марийского обкома КПСС приняло постановление о восстановлении и ежегодном проведении праздника во всех населённых пунктах Марийском АО в третье воскресенье июня (дата была выбрана, чтобы попадать после окончания весенне-полевых работ). Восстановленный праздник получил немного другое название — «Пеледыш пайрем», то есть из него было убрано слово «йошкар» («красный»). Губин в своём интервью вспоминал, как ему в голову пришла мысль возрождения праздника:
В середине 60-х я работал заведующим отделом культуры в Сернуре и услышал как-то от стариков, что в 20-х годах писатель Александр Конаков лет шесть подряд проводил торжества по случаю окончания весенних полевых работ: тогда было модно в противовес религиозным праздникам внедрять новые советские традиции. Толком никто ничего уже не помнил, но, говорят, был митинг, читали лекции, агитировали за здоровый быт и благоустройство. Понравилась идея чествования лучших людей и обустройства места, где живешь. Вот мы и попробовали в райцентре возродить хорошую традицию на новой основе.

На празднике побывали представители руководства республики, им понравилось, и в результате вышло постановление обкома партии и Совмина о проведении ежегодно в третье воскресенье июня в Марий Эл праздника Пеледыш пайрем
.
В 1996 году было принято решение установить дату празднования 12 июня (одновременно с Днём независимости России, ставшим с 2002 года Днём России).
С 2009 года праздник отмечается самостоятельно в третью субботу июня.

## Формат празднования
Министерство культуры, печати и по делам национальностей Республики Марий Эл выработало единую форму проведения праздника для сельской местности: его делят на две части — официальную (в ходе которой поднимают флаги, подводят итоги весенне-полевых работ) и развлекательную (в её ходе организуют игры, концерты). В Йошкар-Оле празднование проходит в форме массового народного гуляния. На главной площади города проходит торжественное открытие, после которого происходят костюмированное шествие и организуются другие развлекательные мероприятия.